# 鳞毛贯众
鳞毛贯众（学名：Cyrtomium retrosopaleaceum）为鳞毛蕨科贯众属下的一个种。

## 扩展阅读
- 維基物種上的相關：鳞毛贯众